# 木屋瀬町
木屋瀬町（こやのせまち）は、福岡県鞍手郡にあった町。現在の北九州市八幡西区の一部にあたる。

## 地理
金剛山の西麓、遠賀川の中流右岸に位置していた。

## 歴史

### 沿革
- 1889年（明治22年）4月1日 - 鞍手郡木屋瀬村、野面村、笹田村、金剛村が合併し木屋瀬村が設立[2]。
- 1898年（明治31年）9月2日 - 町制施行し木屋瀬町となる[1][2]。
- 1955年（昭和30年）4月1日 - 八幡市に編入され消滅[1][2]。

### 地名の由来
浄土宗鎮西派の祖、聖光房弁長が穂波郡明星寺の再建の時、豊後国臼杵氏から寄進を受けた木材を芦屋から川で運び、この地の川岸に木屋を設けて保管したことにちなむ。